# Zatracony Stawek
Zatracony Stawek (słow. Stratené pliesko) – niewielkie jezioro polodowcowe w słowackich Tatrach Wysokich, w Dolinie Suchej Ważeckiej (Suchá dolina Važecká) – lewej gałęzi Doliny Ważeckiej (Važecká dolina). Znajduje się wśród wielkich głazów u podnóża Jamskiej Kopy (Jamská kopa, 2079 m), na wysokości około 1880 m n.p.m. Przy niskim stanie wody jego wymiary wynoszą ok. 8 × 6 m, głębokość ok. 3,5 m. Na zdjęciu satelitarnym z dnia 24 sierpnia 2004 r. jest wyraźnie większy – zajmuje ok. 0,006 ha przy długości ok. 16 m i szerokości ok. 8 m. Kształt stawku jest bardzo nieregularny, dostosowany do zagłębień między masywnymi głazami.
Zatracony Stawek jest słabo widoczny z oddali wskutek niewielkich rozmiarów i położenia wśród rozległych pól złomów – stąd pochodzi jego nazwa. Do stawku nie doprowadza żaden szlak turystyczny, widać go natomiast z daleka z niebieskiego szlaku na Krywań. Tuż na wschód od Zatraconego Stawku znajduje się większy Skryty Stawek (Skryté pliesko).